# Альваро Негредо
А́льваро Негре́до Са́нчес (ісп. Álvaro Negredo, нар. 20 серпня 1985, Мадрид) — іспанський футболіст, нападник.

## Клубна кар'єра
Народився 20 серпня 1985 року в Мадриді. Вихованець юнацьких команд футбольних клубів «Ескела Футбол» та «Райо Вальєкано».
З 2003 року грав за другу команду «Райо Вальєкано», а за рік, у 2004 дебютував у складі головної команди клубу. 2005 року уклав контракт з мадридським «Реалом», у клубній структурі якого провів наступні два сезони, виступаючи виключно за другу команду клубу, «Реал Мадрид Кастілья», яка змагалася у другій за силою національній лізі, Сегунді. Більшість часу, проведеного у складі фарм-клубу «Реала», був основним гравцем атакувальної ланки команди. Був одним з головних бомбардирів цієї команди, маючи середню результативність на рівні 0,51 голу за гру першості, втім шансу проявити себе у складі головної команди «королівського клубу» не отримав.
Натомість 2007 року уклав контракт з клубом «Альмерія», у складі якого дебютував в елітній Прімері та провів наступні два роки своєї кар'єри гравця. Граючи у складі «Альмерії» також здебільшого виходив на поле в основному складі команди. В новому клубі був серед найкращих голеодорів, відзначаючись забитим голом майже у кожній другій грі чемпіонату.
До складу «Севільї» приєднався 2009 року. За перші три сезони відіграв за клуб з Севільї понад 100 матчів в національному чемпіонаті, забивши 45 голів. 2010 року виборов титул володаря Кубка Іспанії з футболу.

## Виступи за збірні
2007 року гравця залучали до складу молодіжної збірної Іспанії. На молодіжному рівні зіграв в одному офіційному матчі.
10 жовтня 2009 року матчем відбору до чемпіонату світу 2010 року проти збірної Вірменії дебютував в іграх за національну збірну Іспанії. Пізніше його залучали до лав національної команди нерегулярно, зокрема Альваро не потрапив до її складу для участі у фінальній частині світової першості 2010 року. Однак у травні 2012 року головний тренер чинних чемпіонів світу та Європи Вісенте дель Боске включив Негредо до заявки команди для участі в чемпіонаті Європи 2012.
| Дата       | Місто             | Господарі            | Результат               | Гості          | Турнір                  | Голи | Примітки |
| ---------- | ----------------- | -------------------- | ----------------------- | -------------- | ----------------------- | ---- | -------- |
| 10/10/2009 | Єреван            | Вірменія             | 1 – 2                   | Іспанія        | Відбір до ЧС 2010       | -    | 55'      |
| 14/10/2009 | Зеніца            | Боснія і Герцеговина | 2 – 5                   | Іспанія        | Відбір до ЧС 2010       | 2    |          |
| 14/11/2009 | Хетафе            | Іспанія              | 2 – 1                   | Аргентина      | товариський матч        | -    | 67'      |
| 18/11/2009 | Відень            | Австрія              | 1 – 5                   | Іспанія        | товариський матч        | -    | 46'      |
| 04/06/2011 | Фоксборо          | США                  | 0 – 4                   | Іспанія        | товариський матч        | 1    | 46'      |
| 02/09/2011 | Санкт-Галлен      | Іспанія              | 3 – 2                   | Чилі           | товариський матч        | -    | 64'      |
| 06/09/2011 | Логроньйо         | Іспанія              | 6 – 0                   | Ліхтенштейн    | Відбір до ЧЄ 2012       | 2    | 61'      |
| 26/05/2012 | Санкт-Галлен      | Іспанія              | 2 – 0                   | Сербія         | товариський матч        | -    | 46'      |
| 30/05/2012 | Берн              | Іспанія              | 4 – 1                   | Південна Корея | товариський матч        | 1    | 57'      |
| 03/06/2012 | Севілья           | Іспанія              | 1 – 0                   | КНР            | товариський матч        | -    | 46'      |
| 18/06/2012 | Гданськ           | Хорватія             | 0 – 1                   | Іспанія        | ЧЄ 2012 - груповий етап | -    | 89'      |
| 27/06/2012 | Донецьк           | Португалія           | 0 – 0 д.ч. (2 - 4 п.п.) | Іспанія        | ЧЄ 2012 - півфінал      | -    | 54'      |
| 06/02/2013 | Доха              | Іспанія              | 3 – 1                   | Уругвай        | товариський матч        | -    | 75'      |
| 22/03/2013 | Хіхон             | Іспанія              | 1 – 1                   | Фінляндія      | Відбір до ЧС 2014       | -    | 64'      |
| 14/08/2013 | Гуаякіль          | Еквадор              | 0 – 2                   | Іспанія        | товариський матч        | 1    | 46'      |
| 06/09/2013 | Гельсінкі         | Фінляндія            | 0 – 2                   | Іспанія        | Відбір до ЧС 2014       | 1    | 71'      |
| 10/09/2013 | Женева            | Іспанія              | 2 – 2                   | Чилі           | товариський матч        | -    | 66'      |
| 11/10/2013 | Пальма-де-Майорка | Іспанія              | 2 – 1                   | Білорусь       | Відбір до ЧС 2014       | 1    | 57'      |
| 15/10/2013 | Альбасете         | Іспанія              | 2 – 0                   | Грузія         | Відбір до ЧС 2014       | 1    |          |
| 16/11/2013 | Малабо            | Екваторіальна Гвінея | 1 – 2                   | Іспанія        | товариський матч        | -    | 46'      |
| 19/11/2013 | Йоганнесбург      | ПАР                  | 1 – 0                   | Іспанія        | товариський матч        | -    | 57'      |
| Усього     |                   | Матчів               | 21                      |                | Голів                   | 10   |          |

## Титули та досягнення
Клубні
- Володар Кубка Іспанії з футболу (1):

«Севілья»: 2009–10
- Чемпіон Англії (1):

«Манчестер Сіті»: 2013-14
- Володар Кубка Футбольної ліги (1):

«Манчестер Сіті»: 2013-14
Збірна Іспанії
- Чемпіон Європи (1): 2012